# 1. BAFTA-gála
Az 1. BAFTA-gálát 1949. május 29-én tartották, melynek keretében a Brit film- és televíziós akadémia az 1947. év legjobb filmjeit és alkotóit díjazta.

## Díjazottak és jelöltek
(a díjazottak félkövérrel vannak jelölve)

### Legjobb film
Életünk legszebb évei

### Legjobb brit film
Egy ember lemarad

### Legjobb speciális film
The World is Rich